# تشاك برادلي
تشاك برادلي (بالإنجليزية: Chuck Bradley)‏ هو لاعب كرة قدم كندية أمريكي، ولد في 9 أبريل 1970 في كوفينغتون في الولايات المتحدة.

## وصلات خارجية
- تشاك برادلي على موقع مرجع كرة القدم المحترفة.كوم (الإنجليزية)
- تشاك برادلي على موقع JustSportsStats.com (الإنجليزية)